# Georgius Benedicti
Georgius Benedicti (Haarlem, 1563 — Heidelberg, 1 maart 1588) was een Nederlands theoloog en dichter van Latijnse verzen.

## Leven
Joris Benedictusz. Wertelo werd in 1563 geboren, vermoedelijk in Haarlem, als zoon van de boekverkoper Benedictus Joorisz. Zijn vader was afkomstig was uit Wertlau (vandaag een stadsdeel van Zerbst/Anhalt). Hij verloor zijn ouders op jonge leeftijd, en studeerde bijgevolg op kosten van de Hervormde Kerk van Delft.
In november 1577 vatte Benedicti zijn hogere studies, in de artes, aan in Leiden. Tijdens zijn studies verbleef hij bij professor Herman Reneker, net als de Antwerpenaar Janus Gruterus, die later beroemd zou worden als uitgever van Latijnse teksten. Aangezet door de dichters en politici Janus Dousa en Janus Hautenus begon hij zich in de Latijnse letteren te bekwamen. De verlatijnste versie van zijn naam die hij aanneemt, is Georgius Benedicti Wertelo of Georgius Benedicti Harlemensis.
Eind 1583 vertrok Benedicti naar de Universiteit van Cambridge om er zich in de theologie te bekwamen, onder meer bij de calvinistische predikant William Whitaker. Dankzij zijn verblijf in Engeland ontsnapt hij, samen onder meer met de zoon van Janus Dousa, aan de grote nederlagen die de Republiek lijdt, met de Val van Antwerpen in 1585 als dieptepunt.
In maart 1586 werd hij naar Leiden teruggeroepen, waar hij zich in de kring rond professor Justus Lipsius ophield. Hij schreef er, opnieuw op aansporen van Dousa, een episch gedicht over de daden van Willem van Oranje, wiens dood een schokgolf door de Republiek gestuurd had. Toen de Engelse militair en hoveling Philip Sidney, die Benedicti in Londen had leren kennen, na de Slag bij Zutphen sneuvelde, eerde Georgius hem met een bundel Epitaphia (‘Grafschriften’).
Nadat de bijstand van de graaf van Leicester aan de Nederlandse Opstand op een fiasco was uitgedraaid, werd niet langer Engeland, maar de Universiteit van Heidelberg de meest aangewezen bestemming voor hervormde studenten uit de Nederlanden. Ook Benedicti liet zich op 20 juli 1587 in Heidelberg inschrijven, waar hij de lessen van de Franse theoloog Franciscus Junius ging volgen.
Op 1 maart 1588 stierf hij in Heidelberg na een slepende koortsaanval. Janus Gruterus kreeg zijn ongepubliceerde gedichten in handen en gaf deze door aan Petrus Scriverius, die ze in 1601 als Poëmata posthuma (‘Postume gedichten’) uitgaf.

## Publicaties
- Benedicti Wertelo, G. (1585). Epitaphia in funus Illustriss. Principis Auriaci. Delphis: Albertus Henricus.

Grafschriften ter gelegenheid van de uitvaart van Willem van Oranje.
- Benedicti Harlemensis, G. (1586). De rebus gestis Illustriss. Principis Guilielmi, Comitis Nassovij, &c. Lib. II. Lugduni Batavorum: Ex officina Ioannis Paetsij.

Een episch gedicht over het leven en de daden van Willem van Oranje.
- Benedicti Harlemensis, G. (1587). Epitaphia in Mortem Nobilissimi et Fortissimi Viri D. Philippi Sidneij Equitis. Lugduni Batavorum: Ex officina Ioannis Paetsij.

Grafschriften ter ere van Philip Sidney.
- Benedicti Harlemensis, G. (1601). Poëmata posthuma. Operâ & studio Petri Scriverii Harl. in lucem protracta. Lugduni Batavorum: Ex Typographeio Christophori Guyotij.

Onuitgegeven gedichten van Benedicti, na zijn dood verzameld door Petrus Scriverius.

## Edities en vertalingen
- Benedicti, G. (1990). De Krijgsdaden van Willem van Oranje. Georgius Benedicti (Coll. class. c.n. E.D.E.P.O.L., Vert. en comm.). Leiden: Stichting Dimensie.

## Verder lezen
- Aa, A. J. van der (1877). Georgius Benedick Werteloo. In Biographisch woordenboek der Nederlanden. (Vol. 20, pp. 118). Haarlem: J. J. van Brederode.
- Schepper, M. de (1984). Quem patriae patrem voluit (Deus). Georgius Benedicti Wertelo over Willem van Oranje. Hermeneus, 56(4), 244-250.

- Gemeinsame Normdatei: 1055338837
- International Standard Name Identifier: 0000 0000 7173 9743
- Library of Congress Control Number: n92028072
- Nederlandse Thesaurus van Auteursnamen: 070218714
- Système universitaire de documentation: 145259099
- Virtual International Authority File: 101034763
- WorldCat: E39PBJqw6y9vrgrqMYRCbdvGpP